# Pietro Grossi
Pietro Grossi (Venezia, 15 aprile 1917 – Firenze, 21 febbraio 2002) è stato un compositore, programmatore e violoncellista italiano.
Pioniere italiano della musica elettronica e della computer music, è stato il fondatore dello Studio di Fonologia di Firenze. Ha precorso i tempi, anticipando le teorie e le tecnologie utilizzate per creare e diffondere la musica.

## Biografia
Dopo il diploma in violoncello al Conservatorio di Bologna nel 1936 vince il concorso per il posto di primo violoncello nell'orchestra del Maggio Musicale Fiorentino dove rimarrà fino al 1966. Nel 1941 si diploma in composizione e scrive le prime composizioni per orchestra e musica da camera.
Nel 1956 vince il concorso per la cattedra di violoncello presso il Conservatorio Luigi Cherubini Firenze, cattedra che ricopre per quarant'anni.
Ma è nel decennio tra il 1960 e 1970 che Grossi aderisce in modo incondizionato alla produzione del suono artificiale. 
Nel 1961 promuove a Firenze l'Associazione Vita Musicale Contemporanea. L'associazione, da lui diretta, dà vita a cicli di concerti che si svolgono ogni anno fino al 1967. L'anno successivo avvengono i suoi primi contatti con i calcolatori. Sempre nel 1962 esegue un concerto nel Cortile di Palazzo Ducale (Venezia) un concerto di Leonardo Leo diretto da Claudio Abbado per il Teatro La Fenice.
Nel 1963 fonda con mezzi propri lo studio di Fonologia Musicale di Firenze S 2F M uno dei primi al mondo, e nel 1965 ottiene l'istituzione della prima cattedra in Italia di Musica elettronica presso il Conservatorio di Firenze (nel 1984 otterrà quella di informatica musicale). Compie la prima esperienza di computer music nel 1967 facendo suonare alla perfezione il Quinto Capriccio di Paganini ad un gigantesco computer a schede perforate presso la Olivetti General Electric a Pregnana Milanese e promuove l'istituzione della Divisione di Informatica musicale al Centro Nazionale Universitario di Calcolo Elettronico (CNUCE), istituto pisano del CNR.

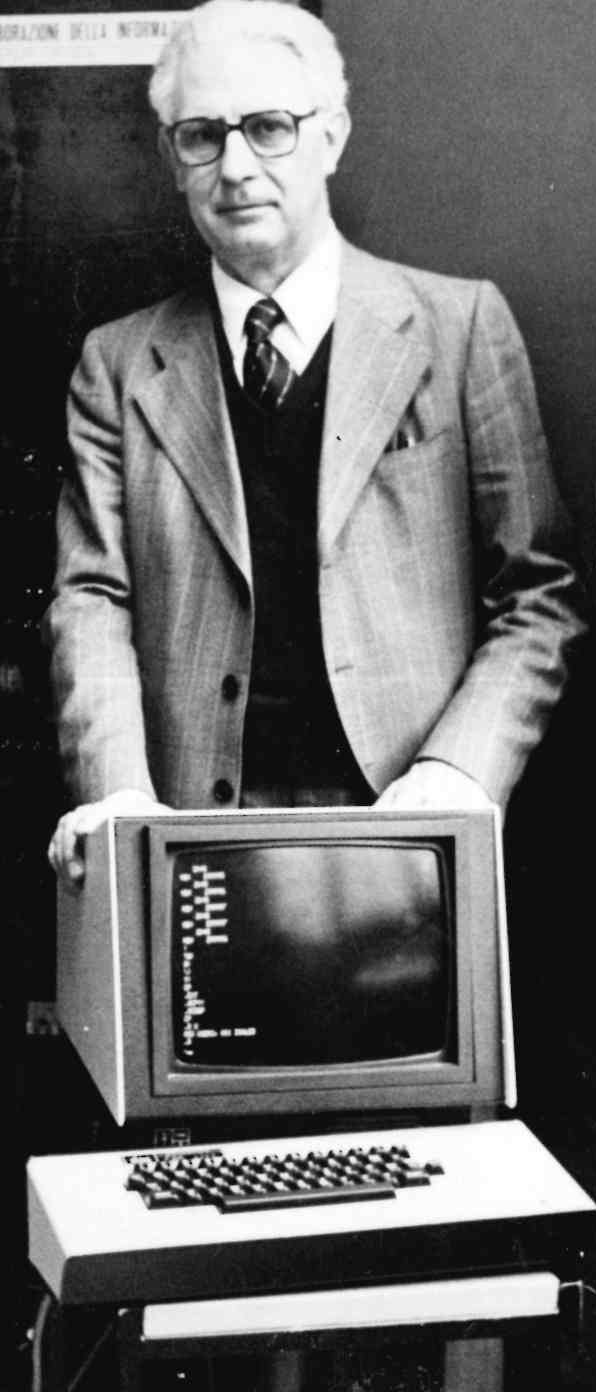
Pietro Grossi

Nel 1968 organizza per il XXXI Maggio Musicale Fiorentino il primo Convegno Internazionale dei Centri Sperimentali di Musica elettronica.
Nel 1970 compie la prima esperienza di telematica musicale, forse il primo audio streaming della storia tra Rimini e Pisa e presenta programmi di Computer music al Festival di Musica Contemporanea di Venezia.
Nel 1975 viene terminata la costruzione del TAU2, sistema di sintesi del suono creato per lui a Pisa presso l'istituto di Elaborazione dell'Informazione del C.N.R. con il TAU2 Grossi costituisce presso il CNUCE un ricco archivio musicale. Il terminale audio TAU2 è uno strumento polifonico, politimbrico e che può eseguire musica in tempo reale sotto il controllo di un elaboratore.
Composto da un'unità di interfaccia e di controllo interamente digitale che riceve dall’elaboratore le istruzioni musicali, e da un'unità digitale-analogica (unità audio) che produce i segnali in banda audio in base alla codifica binaria dei parametri fornita in sequenza dall’unità di controllo.

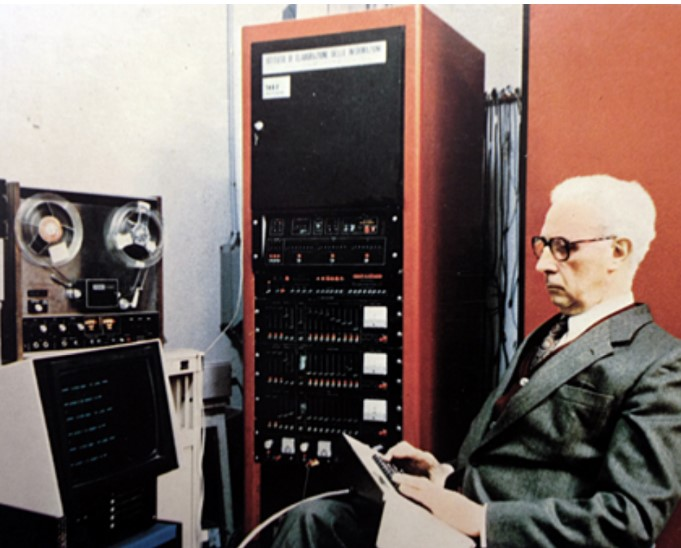
Pietro Grossi al pannello di controllo del TAU2 (anni 80)

Nel 1980 comincia ad utilizzare il sistema di sintesi del suono IRMUS, realizzato per lui presso l'Istituto di Ricerca sulle Onde Elettromagnetiche del CNR di Firenze.
Collaborano e studiano con lui una serie di compositori dell'area fiorentina tra cui, prima Albert Mayr (negli anni 60) e poi Lelio Camilleri e Francesco Giomi (anni 80), Sergio Maltagliati (anni 90).
Pietro Grossi, con il suo operato ed estetica artistica è stato ispiratore e promotore della corrente musicale fiorentina denominata Musica d’Arte (Musica visiva e Fluxus), operante dalla fine della seconda guerra mondiale ad oggi, comprendente Sylvano Bussotti, Giuseppe Chiari, Giancarlo Cardini, Marcello Aitiani, Albert Mayr, Sergio Maltagliati, Daniele Lombardi, fenomeno significativo della storia del secondo Novecento a Firenze. Questi musicisti, hanno sperimentato l'interazione tra suono, gesto e visione, una sinesteticità dell'arte frutto delle avanguardie storiche, da Kandinskij al Futurismo, a Scrjabin e Arnold Schönberg, fino al Bauhaus.
Nel 1984 promuove presso il conservatorio di Firenze il primo corso di Informatica musicale.
Dal 1986 allarga la sua sperimentazione all'immagine in particolare alla Computer grafica e Computer Art scrivendo programmi dotati di autodecisionalità, ed elabora e teorizza il concetto di HomeArt presentata per la prima volta durante la mostra Nuova Atlantide - Il continente della musica elettronica alla Biennale di Venezia nel 1986.
 arte creata da e per se stessi, estemporanea effimera, oltre la sfera del giudizio altrui.
Dal 1996 l'affermazione di Internet rappresenta per Grossi la definitiva occasione di vedere realizzate molte delle cose che aveva anticipato, come la caduta dell'idea di un personale e unico possesso della creatività.

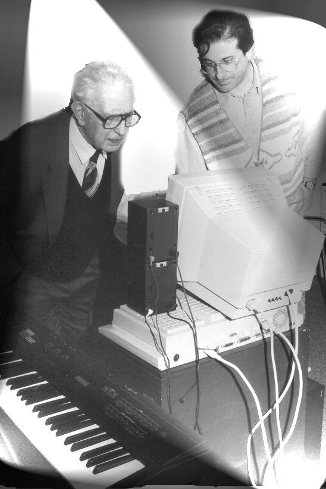
Grossi al computer con Sergio Maltagliati, Ph. Paola Zucchello 1997

Insieme a Sergio Maltagliati, compositore e programmatore attivo nel campo dell'arte digitale e computer music nel 1997 collabora alla ideazione e realizzazione del lavoro multimediale collettivo on line netOper@, un'opera esposta a continue trasformazioni grazie ai contributi che, via Internet ha ricevuto dai più di trenta (net) artisti coinvolti. Il lavoro è stato on-line dal 1997 al 2002 (anno della scomparsa di Grossi).
 
Con netOper@, Grossi concretizza le sue ricerche, da sempre accompagnate dall'idea che l'opera è per lui il frutto di collaborazione, è comunitaria. L'opera nasce dalla collaborazione e dalla cooperazione.
La prima performance è avvenuta nella sua casa studio in via Capodimondo a Firenze, lo stesso luogo dove nel 1963 aveva realizzato lo studio S 2F M. Rimarrà invece incompiuta NeXtOper@, progetto di integrare nuovi mass media, come il telefono cellulare e il GPS.

## Il pensiero
Virtuoso del violoncello prima e pioniere della musica elettronica dopo, Pietro Grossi ha avuto intuizioni che hanno anticipato i tempi non solo in campo musicale ma anche estetico e sociologico, contribuendo alla diffusione della tecnologia che oggi è alla portata di tutti nella creazione, fruizione della musica e dell'arte in generale, senza dimenticare la creatività che ogni persona può esprimere. Come l'idea di poter lavorare a distanza su un archivio di musica accessibile a chiunque via telefono, un futuro teorizzato che si è puntualmente avverato con la diffusione di internet, del midi e mp3. Oppure il suo atteggiamento non conservativo, tanto da considerare i suoi prodotti materiale da condividere e aprire a ulteriori manipolazioni, come negli odierni progetti open source.

## Lavori

### Homeart
La casa, lo spazio personale, la privacy, possono essere forgiati e riforgiati secondo i dettami della fantasia personale e con l'ausilio di quella "artificiale". L'impiego "amichevole" del pc è un sufficiente stimolo all'azione e più lo sarà la condizione operativa del futuro.
Lo slogan Il computer ci libera dal genio altrui ed accresce il nostro è dunque sotto interessante verifica.
Breve descrizione di un'esperienza:
Siedo al computer di casa e lo inizializzo.
Trasferisco in memoria un programma residente in dischetto e lo lancio.
Fruisco dell'elaborato ( suono, segno, colore ) e a mio piacere lo interrompo.
Pongo fine all'esperienza oppure attuo modifiche venutemi alla mente o suggeritemi dai risultati ottenuti.
Produco per me stesso :
Accetto lo strumento di cui posso disporre, ne analizzo le possibilità operative e, nell'ambito consentitomi, progetto.
Affidabilità, destrezza, velocità, fantasia-ineguagliabili anche nel caso del più semplice sistema di elaborazione dei dati-annullano eredità e problemi secolari e mi spronano a utilizzare nei particolari più riposti il terreno di lavoro disponibile. La verifica immediata stimola la ricerca di nuove soluzioni.
Per inclinazione personale progetto prevalentemente programmi ad elaborazione illimitata e, per quanto ne so e mi è consentito dallo strumento, con coefficienti di variabilità tali da tener desto il mio interesse.
La soddisfazione delle attese personali costituisce l'essenza dell'operazione che sto descrivendo: essa pone in evidenza le potenzialità creative latenti in ognuno di noi, ne promuove lo sviluppo, suggerisce le vie e gli strumenti di lavoro idonei alla libera estrinsecazione dei più appaganti moti della fantasia: i propri.
Una sorta di privacy artistica che non attende, non richiede, ignora la reazione altrui.
Questa è, o potrebbe essere la Homeart: relax mentale e, insieme, momento di impegno per la creazione del proprio ambiente di lavoro/studio/riposo tramite suono, segno, colore»
(Pietro Grossi, Manifesto della HomeArt - 1986)

### Homebook
Museo Pecci di Prato (21 settembre 1991, prima presentazione pubblica). Questa prima edizione è stampata in 100 esemplari, ciascuno diverso dall'altro; ecco quanto scritto dall'autore in una nota: Per la prima volta in assoluto viene presentata una pubblicazione reinventata graficamente al computer, da me istruito in ogni sua copia. Una sezione di questi unicum, che tratta di homeart, varia anche di contenuto. Per il programma del 21 settembre 1991 ho realizzato al 'personal', in fase di prova-stampa, cento copie della pubblicazione, cento unicum.... 
Si tratta in effetti, di un'editoria personalizzata domestica, realizzata con fogli non staccati di carta traforata per stampante, legati doppi con barrette di plastica e coperta di acetato trasparente. Libri unici, prodotti elettronicamente (con stampanti ad aghi) secondo i medesimi principi della HomeArt e chiamati Homebooks, con programmi creati da Grossi, che assicurano l'unicità grafica di ciascuna opera. Il suo ultimo Homebooks è dedicato al futurismo con il titolo: 11 Marzo 1913 L'Arte dei Rumori, Luigi Russolo.
Sergio Maltagliati porterà avanti questo progetto realizzando nel 2012 un software autom@tedVisuaL1.0, che partendo dai programmi originali di HomeArt di Grossi genera 45 unicum grafici.

## Discografia
- Atmosfera & elettronica (Lupus)
- ElettroMusica n. 1 e n. 2 (Leo records)
- GE-115 Computer Concerto (General Electrics, 1968)
- Computer Music (Edizioni Fonos, 1972)
- Computer Music (CNUCE/CNR, 1973)
- Computer Music (CNUCE-IEI/CNR, 1978)
- Computer Music - Bach/Grossi (LP, Ayma, 1980)
- Paganini al computer (LP, Edipan, 1982)
- Computer Music - Satie/Joplin/Grossi (LP, Edipan, 1983)
- Sound Life (LP, Edipan, 1985)
- S 2F M - Musica Programmata (LP, La Musica, 1986)
- Computer Music (LP, Edipan, 1988)
- Computer Music (CD, Edipan, 1990)
- Musicautomatica (LP, Die Schachtel, 2003)
- Battimenti (CD, ants records, 2003)
- Suono, Segno, Gesto Visione a Firenze (cd 1): S. Bussotti, G. Cardini, G. Chiari, D. Lombardi. (cd 2): P.Grossi, G.Chiari, G.Cardini, A.Mayr, D.Lombardi, M.Aitiani, S.Maltagliati (Atopos music 1999-2008).
- Musicautomatica (CD, Die Schachtel, 2008)
- Combinatoria (CD, Die Schachtel, 2010)
- BIT ART - Pietro Grossi (CD, ATOPOS,2010)
- Sacre (CD, Konsequenz - Liszt 1994/2014)
- BATTIMENTI 2.5 audio Cd - numbered copy of limited edition (2019) Cd

## DVD video
- CIRCUS_8 DVD video Quantum Bit Limited Edition (2008). È il primo DVD che documenta il pensiero e l'estetica artistica di Pietro Grossi mettendo in comune la sua attivita' musicale e visuale.[26] QuBIT 005  Il progetto raccoglie lavori visuali (HomeArt) di Grossi dal 1997: Sergio Maltagliati partendo da questi programmi grafici ne ha creati di nuovi, intervenendo nel codice di programmazione e aggiungendo una originale traccia sonoro/musicale che, in parallelo al fluire di segni e colori, genera molteplici e sempre diverse variazioni visive e sonore.[27]
- CIRCUS_5.1 DVD (digital edition) Quantum Bit Netlabel (2012) QuBIT 013

## Commemorazioni
Nel 2008 la rock band Casa ha dedicato il suo secondo album dal titolo Remake alla memoria di Pietro Grossi. La copertina e la veste grafica dell'album consistono in un'opera di Homeart concessa al gruppo dall'Associazione Pietro Grossi.